# Chionopsychinae
Los quionopsiquinos (Chionopsychinae) son una subfamilia de  lepidópteros ditrisios. de la familia Lasiocampidae.

## Géneros
- Chionopsyche[1]